# Gerardo Yepes
Gerardo Yepes Caro (Tolima, 12 de agosto de 1973) es un Licenciado en Educación, abogado y político tolimense. Ha sido docente, secretario de educación, de gobierno y Alcalde del municipio de Santa Isabel, Gerente del Instituto Departamental de Deportes Tolima (INDEPORTES),  diputado del departamento de Tolima y Representante a la Cámara por Tolima.

## Biografía
Gerardo Yepes Caro es Licenciado en Educación Básica Primaria de la Universidad Javeriana, Abogado de la Universidad Cooperativa de Colombia, Especialista en Gerencia de Instituciones Educativas de la Universidad del Tolima, Especialista en Gestión Pública de la Universidad Nacional, Magister en Dirección y Administración de Empresas de la Universidad Internacional de la Rioja. Ejerció en el municipio de Santa Isabel los cargos de: docente rural desde los años de 1992 hasta 2007; Coordinador de Educación Municipal entre lo años 2003 y 2007  y Secretario de Gobierno Municipal durante los años de 2008 al 2010. 
Para las elecciones de 2011 fue elegido como alcalde del municipio de Santa Isabel, Tolima, cargo que ejerció en el periodo 2012 - 2015, donde demostró gestión y ejecución de importantes obras tanto físicas como sociales; posteriormente fue designado por el entonces gobernador del Tolima Óscar Barreto como gerente del Instituto departamental de deportes - Indeportes. En las elecciones de 2019 fue elegido como diputado del departamento del Tolima y para el 2022 renunció a la Asamblea departamental del Tolima para aspirar a la Cámara de Representantes apoyado por Óscar Barreto, y fue elegido en marzo de 2022 como Representante a la Cámara por el Partido Conservador.
Es coautor del libro Educar con Calidad y Ética. 
Defensor a ultranza de causas sociales, lo que motivó sus discursos y la ubicación en la Comisión séptima de la Cámara de Representantes, de la que fue presidente para el periodo 2024 - 2025. Ha sido autor, coautor y ponente de proyectos de ley  que benefician a los adultos mayores, mujeres vulnerables y jóvenes necesitados, lo mismo que temas de salud y deporte.

## Controversias

### Apoyo a la Reforma a la Salud de Gustavo Petro
El representante Gerardo Yepes suscribió la presentación en la Cámara de Representantes de la ponencia de la reforma a la salud impulsada por el Gobierno de Gustavo Petro, sin embargo el apoyo del congresista Yepes Caro fue desautorizado por el Partido Conservador argumentando que la firma del Representante Gerardo Yepes en la Reforma a la Salud, no representaba la posición del dicho partido. Yepes Caro se había pronunciado anteriormente en contra de la reforma propuesta por el gobierno del Pacto Histórico. Al ser cuestionado por sus actuaciones Yepes Caro le manifestó al periódico El Tiempo que: "No me dijeron que no firmara".
Yepes Caro adicionalmente se mostró a favor de la reforma propuesta por el izquierdista Gustavo Petro y afirmó que en caso de que el Partido Conservador no apoye su postura independiente se apartará, acudiendo a una presunta objeción de conciencia. Posteriormente el presidente del Partido Conservador, Efraín Cepeda afirmó que "la firma del representante Gerardo Yepes en la reforma a la salud, no representa la posición del Partido Conservador".

### Diferencias con el Alcalde de Ibagué
El alcalde de Ibagué Andrés Fabián Hurtado quién apoyó a Gerardo Yepes Caro para ser diputado del departamento del Tolima, ha sido blanco de controversia por los ataques personales por parte de Yepes Caro, y frente a la gestión del alcalde municipal, a lo que el burgomaestre ha contestado que "El odio estupidiza a la gente".